# Comarque de Tafalla
La comarque de Tafalla est une comarque, une sous-zone (selon la Zonification Navarre 2000) de la Communauté forale de Navarre (Espagne) dans la zone de la Navarre Moyenne Orientale, qui comprend 18 communes de la Zone Moyenne de Navarre. Elle se situe dans la mérindade d'Olite, sauf Lerga qui est dans la mérindade de Sangüesa et de la comarque agricole de la Navarre moyenne. La commune comptant le plus grand nombre d'habitants est Tafalla.

## Géographie
La comarque de Tafalla se situe dans le centre de la communauté forale de Navarre et dans la région géographique appelée Navarre Moyenne ou Zone Moyenne de Navarre. Elle est limitée au nord avec la Comarque de Puente la Reina, la Cuenca de Pampelune et la comarque de Lumbier, à l'est avec la Comarque de Sangüesa, au sud avec le Rivage Arga-Aragón ; et à l'ouest avec la Ribera del Alto Ebro et d'Estella orientale.

## Municipalité
La comarque de Tafalla est composée de 18 communes dans le tableau ci-dessous (données population, superficie et densité de l'année 2009 selon l'INE.
| Municipalité      | Population | Superficie | Densité |
| ----------------- | ---------- | ---------- | ------- |
| Artajona          | 1 746      | 66,9       | 26,01   |
| Barásoain         | 631        | 14,05      | 45,27   |
| Beire             | 342        | 22,4       | 15,37   |
| Berbinzana        | 687        | 13,14      | 52,93   |
| Garínoain         | 511        | 10,26      | 48,57   |
| Larraga           | 2 121      | 77,2       | 27,512  |
| Leoz              | 272        | 96,23      | 2,85    |
| Lerga             | 84         | 21,31      | 3,86    |
| Mendigorría       | 1 062      | 39,3       | 26,93   |
| Olite             | 3 650      | 84,03      | 43,37   |
| Olóriz            | 174        | 40,08      | 4,27    |
| Orísoain          | 82         | 7,11       | 11,39   |
| Pitillas          | 556        | 42,34      | 13,12   |
| Pueyo             | 318        | 21,22      | 15,11   |
| San Martín de Unx | 460        | 50,14      | 9,17    |
| Tafalla           | 11 394     | 98,29      | 116,17  |
| Ujué              | 222        | 111,88     | 1,98    |
| Unzué             | 134        | 18,55      | 7,1     |
| Facería 92        | 0          | 0,237 6    | 0       |
| Facería 106       | 0          | 0,049 32   | 0       |
| Facería 107       | 0          | 0,026      | 0       |

### Sources
- (es) Cet article est partiellement ou en totalité issu de l’article de Wikipédia en espagnol intitulé « Tafalla (comarca) » (voir la liste des auteurs).